# 652 км (Псков)
652 км, Бологовская линия 652 км, Бологовской линии 652 км — пригородный населённый пункт (тип: железнодорожная казарма) в черте города Пскова, в Завокзалье.
Возник как посёлок путейцев (железнодорожные казармы) на 652-м километре линии Рыбинск — Псков-Пассажирский (Бологовская линия). Протекает ручей Ремонтка, в пешей доступности лесопарк «Берёзки».
Количество зарегистрированных зданий (барачного типа) на 2020 год — 3.
Дети школьного возраста обучаются в МБОУ «Средняя общеобразовательная школа № 17» (Зональное шоссе, д.11)
На 40-й сессии Псковской городской Думы 14 июля 2020 года принято решение о переименовании посёлков Дорожкино, Козий Брод, Павшино, Панино, Пожигово, Савохново, Силово-Медведово, Терехово; деревень Митрохово, Паневик, Ступниково; станций Бологовская линия 650 км, Бологовская линия 652 км, Изборская линия 3 км и Полковая в микрорайоны, с последующим переводом в улицы и переулки.